# Rosult
Rosult är en kommun i departementet Nord i regionen Hauts-de-France i norra Frankrike. Kommunen ligger i kantonen Saint-Amand-les-Eaux-Rive gauche som tillhör arrondissementet Valenciennes. År 2022 hade Rosult 1 997 invånare.

## Befolkningsutveckling
Antalet invånare i kommunen Rosult
| Referens: INSEE |